# Roma (Maite Perroni)
Roma è un singolo della cantante messicana Maite Perroni, pubblicato l'8 marzo 2019 e realizzato insieme al rapper Mr. Rain.